# Xã Iowa, Quận Doniphan, Kansas
Xã Iowa (tiếng Anh: Iowa Township) là một xã thuộc quận Doniphan, tiểu bang Kansas, Hoa Kỳ. Năm 2010, dân số của xã này là 1.641 người.